# Katsuura
Ne pas confondre avec le bourg de Katsuura dans la préfecture de Tokushima
Katsuura (勝浦市, Katsuura-shi) est une ville de la préfecture de Chiba, au Japon.

## Géographie

Situation de Katsuura dans la préfecture de Chiba.

### Situation
Katsuura est située dans le sud-est de la péninsule de Bōsō, au bord de l'océan Pacifique.

### Démographie
En 2010, la population de la ville de Katsuura était de 20 449 habitants, répartis sur une superficie de 94,21 km2. Elle était de 16 490 habitants en septembre 2021.

### Climat
Katsuura a un climat subtropical humide. Les hivers sont relativement doux et les étés relativement frais en raison de la proximité avec le courant de Kuroshio. Août est le mois le plus chaud avec une température moyenne de 25,9 °C et janvier est le mois le plus froid avec une température moyenne de 6,8 °C.

### Topographie
La falaise Osen Korogashi se trouve à l'extrémité sud-ouest de la ville.

## Histoire
Le village moderne de Katsuura a été fondé le 1er avril 1889. Il obtient le statut de bourg en 1890 puis de ville en 1958.

## Transports
La ville est desservie par la ligne Sotobō de la JR East. La gare de Katsuura est la principale gare de la ville.

## Jumelages
Katsuura est jumelée avec :
- Nishitōkyō (Japon)
- Nachikatsuura (Japon)
- Katsuura (Japon)